# Saint-Laurent-en-Grandvaux
 Saint-Laurent-en-Grandvaux  es una comuna y población de Francia, en la región de Franco Condado, departamento de Jura, en el distrito de Saint-Claude. Es el chef-lieu y mayor población del cantón de su nombre.
Su población en el censo de 1999 era de 1.767 habitantes.
Está integrada en la Communauté de communes La Grandvallière .

## Demografía
| 1321 | 1523 | 1674 | 1735 | 1781 | 1767 |
| Para los censos de 1962 a 1999 la población legal corresponde a la población sin duplicidades (Fuente: INSEE [Consultar]) |      |      |      |      |      |